# Alternanthera subscaposa
Alternanthera subscaposa là loài thực vật có hoa thuộc họ Dền. Loài này được Hook.f. mô tả khoa học đầu tiên năm 1847.